# Malluembre
Malluembre fue una granja y ahora un despoblado del término de Cidones, localidad y municipio de la provincia de Soria, 
partido judicial de Soria, Comunidad Autónoma de Castilla y León, España. Pueblo de la Comarca de Soria.

## Historia
Sobre la base de los datos del Censo de Pecheros de 1528, en el que no se contaban eclesiásticos, hidalgos y nobles, se registra la existencia 3 pecheros, es decir unidades familiares que pagaban impuestos. Figura en el documento original escrito como Maluenbre.
A la caída del Antiguo Régimen la localidad aparece como granja perteneciente al municipio constitucional de Cidones en la región de Castilla la Vieja, partido de Soria.